# Tomás Sánchez
Pour les articles homonymes, voir Sánchez et Tomás Sánchez (homonymie).
Tomás Sánchez de Ávila, né en octobre 1550 à Cordoue et décédé le 19 mai 1610 à Grenade, était un prêtre jésuite espagnol, confesseur, théologien et écrivain moraliste de renom.

## Biographie
En 1567 il entra dans la Compagnie de Jésus. Il fait ses études de philosophie et de théologie à Grenade, ville dans laquelle il vivra toute vie. De 1582 à 1606 il est le père spirituel du collège San-Pablo de Grenade. Il exerce parallèlement une intense activité de confesseur et de conseiller spirituel auprès des autorités religieuses et civiles de la ville. Théologien moraliste reconnu il est souvent demandé pour donner son jugement sur de nombreuses questions relatives à la vie quotidienne. L'écriture sera pour lui un moyen de se faire connaître.
Luis de la Puente, alors recteur de l'université de Grenade et plus tard déclaré « vénérable », atteste de la sainteté de Sánchez dans une lettre à Francisco Suarez, dont on peut trouver une traduction dans la Bibliothèque royale de Belgique à Bruxelles.

## Œuvre principale
Sánchez est de ceux dont on s'est trompé sur la personne, car trop rapidement jugé à partir de ses écrits. Il est pris à partie, en particulier, par Blaise Pascal dans ses Provinciales où Sanchez est tourné en dérision et accusé de laxisme. Son ouvrage principal, et le seul qu'il a lui-même révisé, est le De sancto matrimonii sacramento. On dit que la première édition parut à Gênes en 1602 ; mais il se peut qu'il s'agisse seulement du premier volume in folio, pour lequel la permission d'imprimer fut accordée en 1599, car les deux volumes successifs contiennent aussi bien dans leur préface que dans la dédicace de l'auteur la date de 1603. La première édition complète fut, selon Carlos Sommervogel, celle de Madrid, 1605; plus tard suivit une série d'éditions imprimées à différents endroits avant comme après la mort de l'auteur. La dernière édition semble avoir été publiée à Venise en 1754.
L'ouvrage eut une destinée extraordinaire, du fait que quelques éditions du troisième volume furent placées à l'Index des Livres interdits. La raison n'en était pas tant la doctrine de l'auteur, mais des altérations faites à son travail et la suppression de ce que l'auteur avait enseigné. Même dans les premières éditions de l'Index comme révisé par Léon XIII, jusqu'à sa constitution Officiorum ac munerum, nous pouvons toujours lire : « Sánchez, Thom. Disputationum de Sacramento Matrimonii tom. III. Ed. Venetiae, sive alarium, a quibus 1.8 disp. 7 detractus est integer num. 4. Decr. 4 Febr. 1627 ». Ce nombre ne figure pas dans l'édition de Venise, 1614. Sanchez envisage le pouvoir qu'aurait le pape de légitimer validement la progéniture issue de mariages invalides au seul regard du droit canon par ce que l'on appelle sanatio in radice. Le mode d'expression de l'auteur dénote une verbosité pas toujours satisfaisante. Comme il s'occupe de chaque point possible sur le sujet, Sánchez en a acquis, et tout à fait à son corps défendant, une réputation d'immoralité.

## Œuvre posthume
Peu après la mort de Sanchez parut un deuxième ouvrage, Opus morale in præcepta Decalogi ; le premier volume in folio fut terminé par l'auteur lui-même, mais le deuxième, aussi bien que le troisième, Consilia moralia, dut être compilé à partir de notes personnelles manuscrites. Ces travaux passèrent également par une série d’éditions différentes et ont également été accusés de laxisme, surtout en ce qui concerne la question de ce que l'on appelle la « restriction mentale » (restrictio mentalis).
Il est vrai que nous trouvons dans Sanchez (op. mor. in præc. Decalogi, III, vi, n. 15) la vingt-sixième thèse condamnée par Innocent XI; « si quelqu'un, de lui-même, ou devant d'autres, qu’on l’ait interrogé ou qu’il le fasse spontanément, qu’il veuille s’amuser ou non, vient à jurer qu'il n'a pas fait une chose qu'il a vraiment faite, en ayant en vue une autre qu'il n'a effectivement pas faite, ou qu’il a faite d’une autre façon que celle dont il est question, ou n'importe quoi d'autre qui est effectivement vrai : il ne ment pas, et ne fait pas un faux serment. » La thèse repose sur une définition particulière de ce qu’est un « mensonge », chose qui effectivement n’est pas facile à définir et qui n'a occupé la subtilité des érudits que depuis l’époque de saint Augustin jusqu’à la nôtre. Sanchez ne considérait pas que toute restriction mentale fût toujours permise, mais discutait simplement sur la culpabilité en elle-même du mensonge ou du faux serment; il ne niait pas qu’un autre péché, même grave, pût être impliqué dans cette action. Selon Franz Xaver Wernz (Jus decretalium, IV, n. 20), la Curie romaine aujourd'hui range officiellement le livre De matrimonio parmi les travaux classiques sur le mariage.

## Source
- (en) Cet article est partiellement ou en totalité issu de l’article de Wikipédia en anglais intitulé « Thomas Sanchez » (voir la liste des auteurs).
- (en) Cet article reprend en tout ou en partie le texte paru dans l'article « Thomas Sanchez » de la Catholic Encyclopedia de 1913 (domaine public).